# Émile Demangel
Émile Joseph Demangel (20 de junho de 1882 — 11 de outubro de 1968) foi um ciclista de pista amador francês que competiu em várias provas de velocidade nos Jogos Olímpicos Intercalados de 1906 e Jogos Olímpicos de Verão de 1908. Nas olimpíadas de 1908, Demangel atuou como o porta-bandeira representando a delegação francesa, conquistou a medalha de prata na corrida de velocidade, e quinto colocado na perseguição por equipes de 1.980 jardas.